# Gmina Olszanica
Die Gmina Olszanica ist eine Landgemeinde im Powiat Leski der Woiwodschaft Karpatenvorland in Polen. Ihr Sitz ist das gleichnamige Dorf.

## Gliederung
Zur Landgemeinde (gmina wiejska) Olszanica gehören folgende acht Dörfer mit einem Schulzenamt:
Olszanica
Paszowa
Orelec
Wańkowa
Uherce Mineralne
Stefkowa
Rudenka
Zwierzyń